# Lycosa punctiventralis
Lycosa punctiventralis là một loài nhện trong họ Lycosidae.
Loài này thuộc chi Lycosa. Lycosa punctiventralis được Carl Friedrich Roewer miêu tả năm 1951.